# Implantes extraterrestres
Os implantes extraterrestres ou implantes alienígenas (termo comumente usado no campo da ufologia) é um suposto objeto físico pequeno, com propriedades de um microchip, que supostamente é colocado no corpo de alguém pouco depois de ter sido abduzido por alienígenas. As habilidades reivindicadas dos implantes variam de telepresença para controle da mente a biotelemetria (semelhante a este último a marcação do ser humano como dos animais selvagens para o estudo).
Tal como acontece com o fenômeno OVNI em geral, a ideia dos "implantes extraterrestres" é pouco levado com seriedade pela comunidade científica.

## História
De acordo com Peter Rogerson escrevendo na revista Magonia, o conceito de implantes alienígenas pode ser rastreado até março de 1957 no programa de rádio de Long John Nebel na entrevista com o ufólogo John Robinson, onde Robinson relatou a alegação de um vizinho de ser sequestrado por alienígenas em 1938 e mantido subjugado por "pequenos fones de ouvido" colocados atrás de suas orelhas. 
A residente de Massachusetts Betty Andreasson alegou que os alienígenas tinham implantado um dispositivo no seu nariz durante sua suposta abdução alienígena em 1967, primeiramente divulgada por Raymond Fowler em seu livro, The Andreasson Affair. Uma mulher canadense chamada Dorothy Wallis alegou uma experiência semelhante em 1983. Nos anos posteriores, as reivindicações de autores como Whitley Strieber iriam popularizar ideias de abduções alienígenas em geral, incluindo relatos de "implantes" incomuns associados com abduções. O Dr. John E. Mack escreveu em seu livro Abduction: Human Encounters With Aliens que ele examinou um "um objeto duro de 1/2 a 3/4-polegada de espessura" que lhe foi dado por uma cliente  de vinte e quatro anos de idade que afirmava que saiu de seu nariz na sequência de uma experiência de abdução. O podólogo de Califórnia Roger Leir também afirma ter removido implantes alienígenas de pacientes. 
De acordo com o investigador cético Joe Nickell, supostos implantes alienígenas parecem ser materiais comuns, como um caco de vidro, um pedaço irregular de metal, e uma fibra de carbono. Os objetos são encontrados frequentemente fixados nas extremidades, como dedos, mãos e pernas. Nickell cita a opinião do chefe de departamento do hospital universitário israelense Dr. Virgílio Priscu que não há "nenhum mistério, nenhum implantes", explicando que objetos normais pegos durante uma queda ou por andar descalço muitas vezes tornam-se rodeados pelo tecido cicatricial. 